# Erfgoedtoerisme

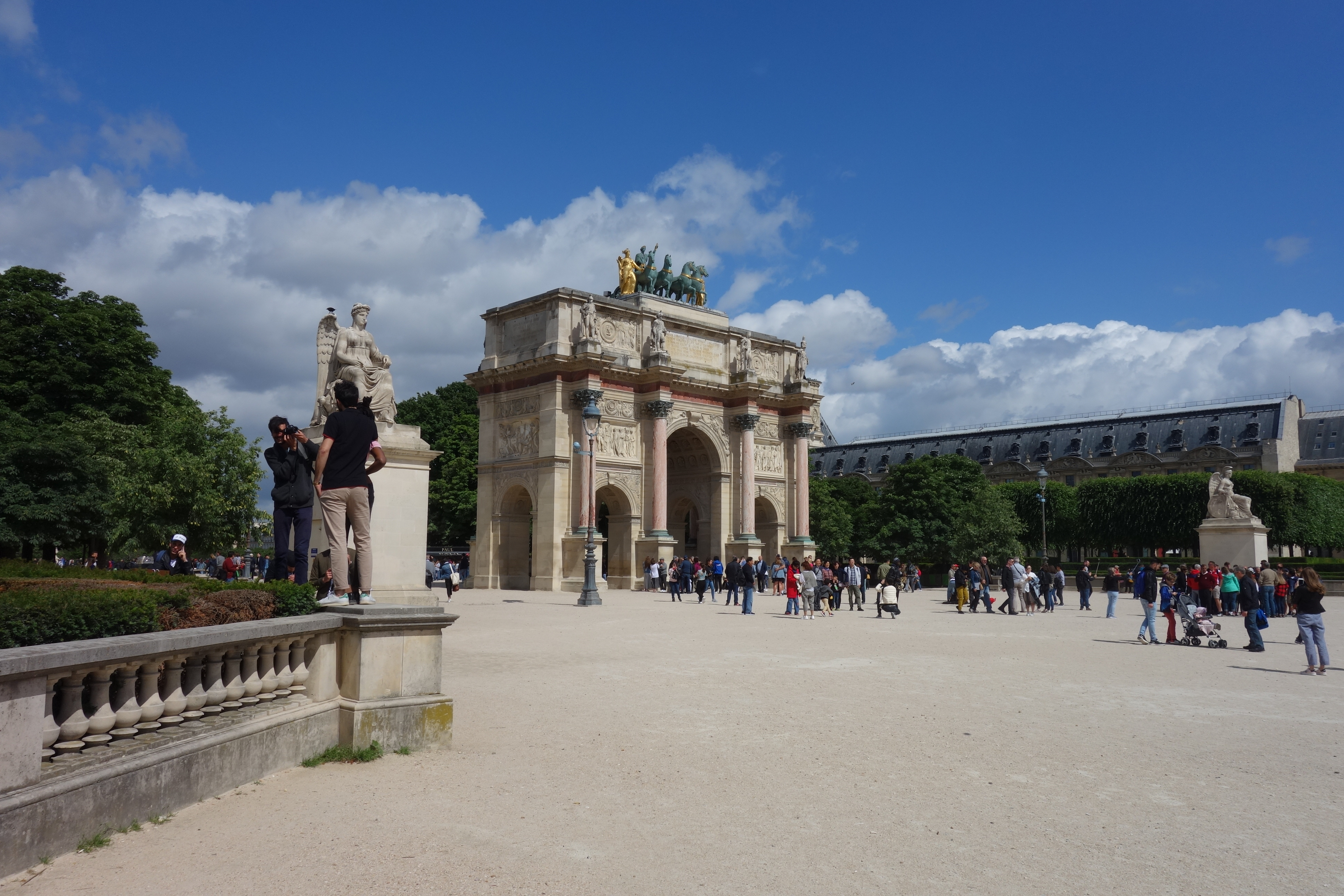
Toeristen voor de Arc de Triomphe du Carrousel, nabij het Louvre

Erfgoedtoerisme is een vorm van toerisme, gericht op het culturele erfgoed van een plaats. Erfgoedtoerisme wordt ook gedefinieerd als "het reizen om de plaatsen en activiteiten te ervaren die van oorsprong de verhalen en de mensen uit het verleden vertegenwoordigen". Erfgoedtoerisme en cultuurtoerisme liggen dicht bij elkaar, waarbij erfgoedtoerisme zich meer richt op overblijfselen uit het verleden en cultuurtoerisme zich vooral richt op hedendaagse vormen van cultuur, zoals moderne architectuur. Erfgoedtoerisme is een breed gedefinieerd begrip dat een onderdeel van het toerisme omvat. Erfgoedtoeristen richten zich op historische steden, oude landschappen, specifieke oude gebouwen, kerken, kastelen, vestingwerken, maar ook bijvoorbeeld industrieel erfgoed, historische tuinen, slagvelden, musea etc.
Het afreizen van UNESCO werelderfgoed en wereldwonderen valt ook onder erfgoedtoerisme. De bekendste lijst is die van de Zeven wereldwonderen van de antieke wereld, waarvan er nog maar een van intact is. De latere New7Wonders of the World worden ook vaak gekozen, evenals de New7Wonders of Nature - beide opgesteld door de New7Wonders Foundation.
Erfgoedtoerisme vormt een motivering voor monumentenzorg. Erfgoedtoeristen bezoeken een stad vanwege de aanwezige oude gebouwen, musea en is daarom uit economisch oogpunt relevant voor de ontvangende gemeente. Historische steden genereren opbrengsten uit erfgoedtoerisme. Een voorbeeld is de Binnendieze in 's-Hertogenbosch. De bezoekers aan de Binnendieze spenderen jaarlijks 10 miljoen euro in de binnenstad, een impuls voor de plaatselijke economie.